# 竹俣当綱
竹俣 当綱（たけのまた まさつな）は、米沢藩上杉家の家臣。家格は侍組分領家。石高は1000石、一時的に300石減俸され700石。民政家で産業に明るかったため、莅戸善政らと共に上杉鷹山に抜擢され、明和、安永年間の藩政改革を主導した。

## 経歴
米沢藩の上士階級である侍組分領家の一つ竹俣氏当主の竹俣充綱の嫡子である竹俣本綱の子に生まれる。3歳の時に父本綱が死去したため、延享3年11月19日（1746年）に祖父の家督及び知行1000石を相続した。
上杉重定の信任を得て藩の実権を握っていた森利真と対立し、宝暦7年（1757年）に300石削減され、閉門となる。
宝暦9年（1759年）に藁科松伯が重定の侍医となるが、後に神保綱忠や莅戸善政らとともに藁科に師事する。宝暦10年（1760年）に藩の極度の財政破綻のために藩主上杉重定に幕府への米沢藩返上を進言した。
宝暦11年6月（1761年）に会談所奉行になり、同年8月3日江戸家老に昇進、翌年（1762年）には300石加増され、1000石に復する。

### 森一件
宝暦13年（1763年）に密かに江戸から米沢に下って、会談所「奉行詰めの間」に森を呼び出して殺害し、その一派を粛清するが、これを米沢藩では藩政改革のはじめとしている。殺害後に千坂、芋川、色部とともに重定に森殺害の事情と政治改革の意見を重定に報告する。このときの改革方針は中下級武士登用による身分格式の乱れ是正と古来のしきたりや永年勤続や年功序列の重視であった。また、森時代の商業資本家豪商との結合を絶つことや森が売却した京都藩邸の買戻しを行い、森政治を否定した。

### 奉行就任と改革
明和2年7月4日（1765年）に奉行に就任し、江戸の豪商である三谷三九郎との関係修復に乗り出した。三谷三九郎は米沢藩の古い融資先で、融資代償として米沢藩の蝋専売を引き受けていたが、森による別の商人への乗り換えで関係が途絶えていた。当綱は三谷との関係修復に成功した。
先に奉行となっていた千坂高敦や芋川正令とは反りが合わず、明和5年（1768年）には芋川が辞任している。このため、改革の主導権は当綱と、治憲の側近であった莅戸や志賀、佐藤文四郎らが握った。当綱は離散農民の還住や新田や用水の開発や国産品推奨、森時代に一度設立されて廃止された郡奉行職復活などの地方行政機構整備といった農村復興政策や極端な倹約政策をすすめるが、安永2年（1773年）に江戸家老須田満主や奉行の千坂や色部照長、侍頭の芋川延親らが当綱一派の免職を要求した七家騒動が起こる。この騒動で審理中は一時出仕停止となったが主君の治憲による千坂らへの厳罰でことなきを得る。
安永4年（1775年）に三谷より米沢藩の三谷への古い借金19000両の債権放棄と11000両を年5分の低利子で借用することを了承される。これにより植樹政策での苗木購入や植えつけに対する補助金などの費用を確保する。同年に漆・桑・楮（こうぞ）各百万本の植樹計画は、財源の回復と山間部の農村復興を目指したもので、当綱によって発表された。桑については養蚕推奨を目的としたものであり、養蚕推奨の理由として高畠藩を絹生産での成功を上げている。

### 失脚
改革の主導者であったが、専制的で取り巻きをかかえ、公私混同な振る舞いも多く、また側近政治や改革施策の中には森平右衛門時代の施策を踏襲したものもあった。このために反対派は当綱を森と同類であると見做していた。
安永9年（1780年）に辞職届けを出したものの、天明2年（1782年）に公費の私的流用の罪や藩祖上杉謙信の忌日に酒宴をしていたという不敬罪など11か条の不行跡を理由に隠居及び押込を命じられる。本来は重罪であったが、先年の勲功が評価され、嫡子の竹俣厚綱（友弥）の家督相続は許可され、知行の削減も行われなかった。かつての政敵である芋川家に3年間押込みとなり、その後7年間は自宅で囲い入れとなる。
これに加え、莅戸も隠居したことや天明の飢饉による財政窮乏の倍加への対策のために出した志賀裕親の意見による諸役場の統廃合などの殖産興業政策の廃止が行われ、改革は莅戸が復帰するまで一時中断した。蟄居中の天明6年（1786年）に「長夜の寝言」という財政再建策に関する上書を藩に提出する。

### 赦免後
寛政3年（1791年）には赦免されて、家老隠居に列する。なお、莅戸の現実主義的な手法に反対する神保綱忠は当綱復帰を望んだが、達成されることはなかった。また、神保綱忠と服部正相らによる商人苧の藩による掌握も当綱の持論といわれるが、これも採用されなかった。
墓所は竹俣氏菩提寺で、別伝の分福茶釜の伝承が残る常慶院。碑文は細井平洲による。天保7年（1836年）に上杉斉定による先臣の功績者への追録が行われ、当綱は中興第一の功臣としてその牌面に銀10枚が拝領された。明治41年（1908年）に正五位を追贈された。

## 著作
前述した「国政談」の他に、「富国談」がある。押込中は「樹養諭」、「文武諭」などを執筆。後に息子の厚綱がこれら著作を藩に献上した。

## 関連作品
小説
- 『上杉太平記』長谷川伸
- 『漆の実のみのる国 上･下』藤沢周平（文春文庫、2000年）